# Polikarpov I–1
Az I–1 szovjet vadászrepülőgép, amelyet Nyikolaj Polikarpov tervezett az 1. sz. Állami Repülőgépgyár tervezőirodájában az 1920-as évek elején.  A prototípus típusjelzése IL–400 volt (IL – Isztrebityel Liberty), amely a gépbe épített 400 LE-s brit Liberty motorra utal. 1923-ban repült először. A két prototípuson kívül 33 darabot készítettek, de nem rendszeresítették a légierőnél. Ez volt az első szovjet gyártású vadászrepülőgép.

## Műszaki jellemzők
Fegyverzete 2 db 7,62 mm-es PV–1 géppuska, szinkronizált
A légcsavar és a hűtőradiátor a brit DH.9A vadászrepülőgépből származik.
- Hossz: 7,8 m
- Fesztáv: 10,8 m
- Magasság: 2,95 m
- Szárnyfelület: 20,0 m²
- Üres tömeg: 1112 kg
- Normál felszálló tömeg: 1510 kg
- Üzemanyagmennyiség 230 kg
- Motor: 1 db V12 hengerelrendezésű Liberty L–12 folyadékhűtésű benzinmotor
- Felszálló teljesítmény: 294 kW (400 LE)
- Legnagyobb sebesség: 274 km/h
- Leszálló sebesség: 100 km/h
- Hatótávolság: 650 km
- Legnagyobb repülési magasság: 6750 m
- Szárny felületi terhelése: 75,0 kg/m²